# 手机刑警钱形舞
《手机刑警钱形舞》是2003年10月6日至2003年12月28日在日本BS-i电视台播出的电视连续剧，是手机刑警钱形系列的第2部电视剧。由堀北真希和山下真司主演，共13集。